# Flottemanville
Flottemanville  ist eine französische Gemeinde mit 227 Einwohnern (Stand 1. Januar 2022) im Département Manche in der Region Normandie. Sie gehört zum Kanton Valognes und zum Arrondissement Cherbourg. 
Sie grenzt im Norden an Valognes, im Nordosten an Huberville, im Osten an Sortosville, im Südosten an Hémevez, im Süden an Urville (Berührungspunkt), im Südwesten an Colomby und im Westen an Lieusaint.

## Bevölkerungsentwicklung
| Jahr      | 1962 | 1968 | 1975 | 1982 | 1990 | 1999 | 2008 | 2018 |
| --------- | ---- | ---- | ---- | ---- | ---- | ---- | ---- | ---- |
| Einwohner | 183  | 184  | 147  | 149  | 181  | 176  | 197  | 207  |

## Sehenswürdigkeiten
- Herrenhaus Manoir de la Cour, Monument historique
- Kirche Saint-Clément, seit 1978 Monument historique

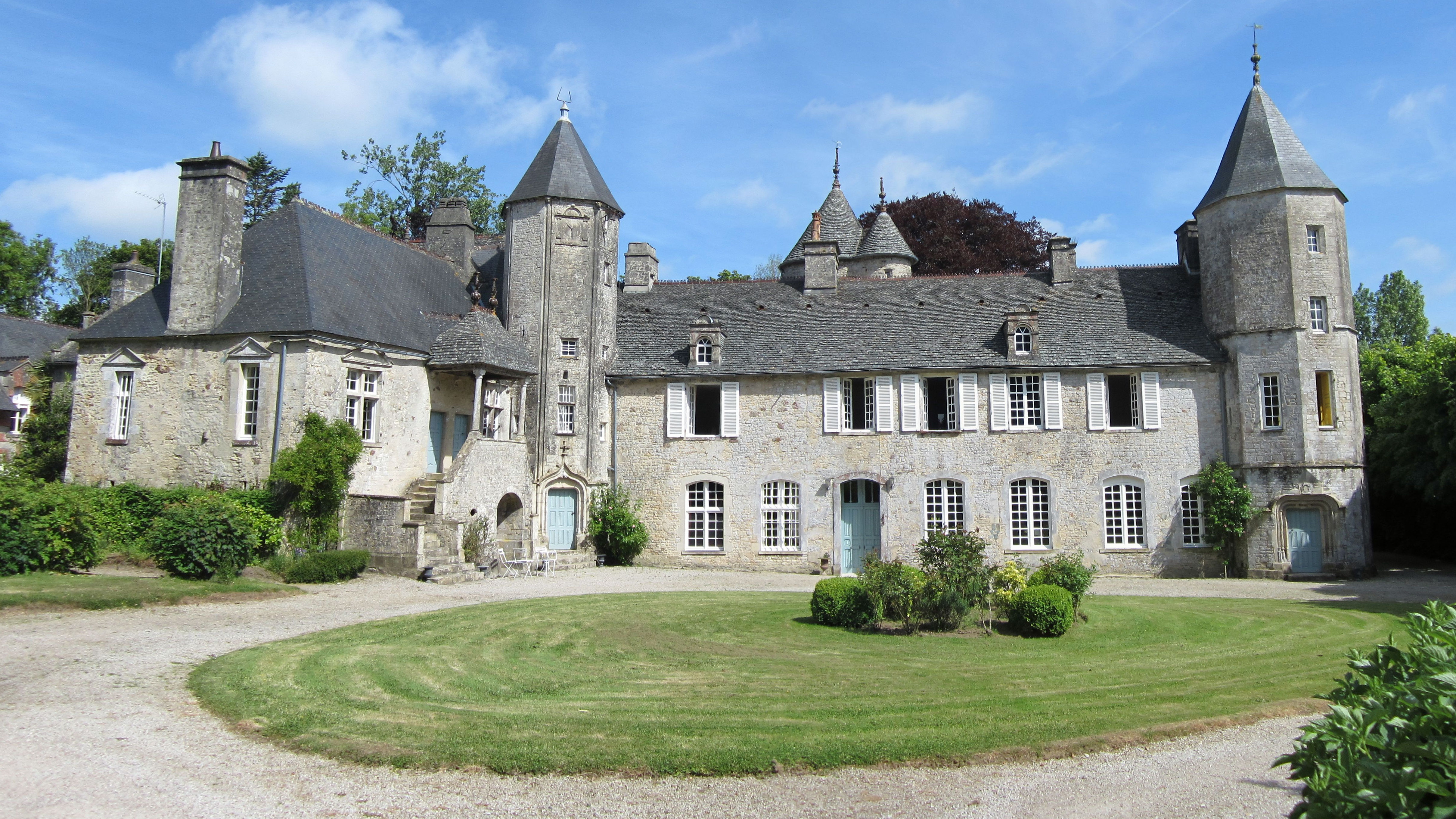
Manoir de la Cour
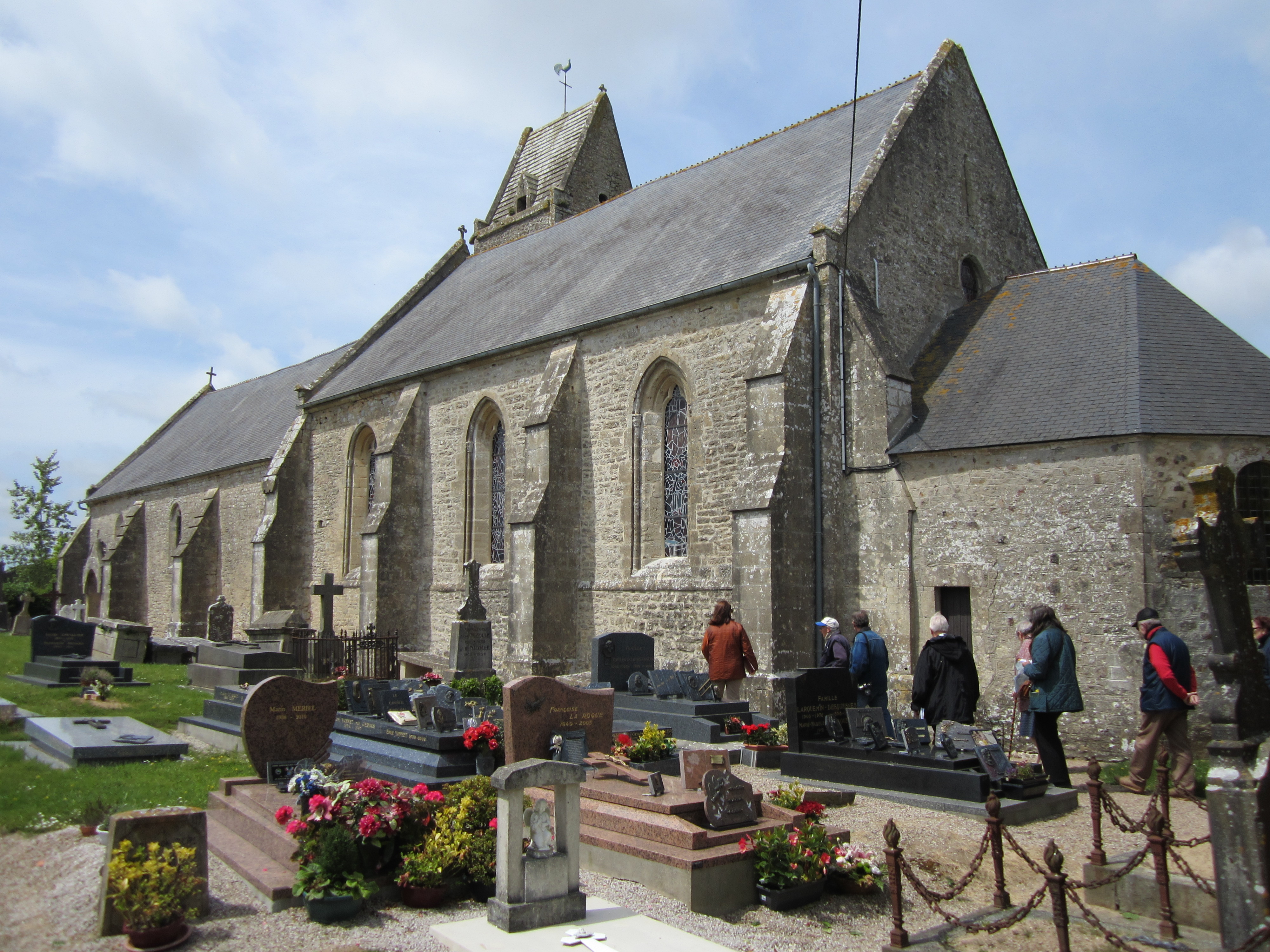
Kirche Saint-Clément